# Хомстед (Мисури)
Хомстед (енгл. Homestead) град је у америчкој савезној држави Мисури.

## Демографија
По попису из 2010. године број становника је 185, што је 4 (2,2%) становника више него 2000. године.
| Група             | 2000.       | 2010.       |
| Белци             | 174 (96,1%) | 177 (95,7%) |
| Афроамериканци    | 4 (2,2%)    | 3 (1,6%)    |
| Азијати           | 0 (0,0%)    | 0 (0,0%)    |
| Хиспаноамериканци | 0 (0,0%)    | 1 (0,5%)    |
| Укупно            | 181         | 185         |